# Сугот
Сугот — деревня в Колпашевском районе Томской области. Входит в состав Чажемтовского сельского поселения.

## История
Основана в 1909 году. В 1926 году состояла из 102 хозяйств, основное население — русские. Центр Суготского сельсовета Колпашевского района Томского округа Сибирского края.

## Население
| 1926 | 2002 | 2010 | 2012 | 2013 | 2014 | 2015 |
| ---- | ---- | ---- | ---- | ---- | ---- | ---- |
| 528  | ↘204 | ↘138 | ↘132 | ↘127 | ↘126 | ↘122 |
| 2021 |      |      |      |      |      |      |
| ↘90  |      |      |      |      |      |      |